# Watashi no Kare wa Hidarikiki
 (juillet 2010).
Singles de Megumi Asaoka
Mori wo Kakeru Koibito-tachi
(1973) Alps no Shoujo
(1973)
Watashi no Kare wa Hidarikiki (わたしの彼は左きき) est le tout premier single de la chanteuse J-pop Megumi Asaoka, sorti le 5 juillet 1973 sur le label indépendant Victor Entertainment.
C'est le plus grand succès, qui a culminé à la première place du Oricon, en juillet 1973.

## Titre
1. Watashi no Kare wa Hidarikiki (わたしの彼は左きき?)
  - Parolier: Kazuya Senke / Compositeur, et Arrangeur: Kyohei Tsutsumi
2. Hitori no Watashi (ひとりの私?)
  - Parolier: Kazuya Senke / Compositeur: Kyohei Tsutsumi / Arrangeur: Hiroshi Takada

## Crédits
Auteurs
- Kazuya Senke – parolier
- Kyohei Tsutsumi – compositeur, et arrangeur
- Hiroshi Takada – arrangeur